# Processo additivo (matematica)
Un processo additivo, in teoria della probabilità, è un processo stocastico cadlag, continuo in probabilità con incrementi indipendenti. Un processo additivo generalizza il concetto di processo di Lévy che può essere visto come un processo additivo con incrementi stazionari. Un esempio di un processo additivo è un moto Browniano con un termine di drift dipendente dal tempo. Il processo additivo è stato introdotto da Paul Lévy nel 1937. 
In letteratura sono presenti applicazioni di processi additivi in finanza quantitativa (questa famiglia di processi riflette alcune importanti caratteristiche della volatilità implicita) e nell'elaborazione digitale delle immagini.

## Definizione
Il processo additivo è la generalizzazione del processo Lévy che si ottiene rilassando l'ipotesi di incrementi stazionari. La possibilità di avere incrementi non omogenei nel tempo permettere di descrivere fenomeni molto più complessi rispetto a quanto possibile con un processo di Lévy. 
Un processo stocastico {\displaystyle \{X_{t}\}_{t\geq 0}} a valori in  Errore del parser (SVG (MathML può essere abilitato tramite plug-in del browser): risposta non valida ("Math extension cannot connect to Restbase.") dal server "http://localhost:6011/it.wikipedia.org/v1/":): {\displaystyle \R^d}
 tale che Errore del parser (SVG (MathML può essere abilitato tramite plug-in del browser): risposta non valida ("Math extension cannot connect to Restbase.") dal server "http://localhost:6011/it.wikipedia.org/v1/":): {\displaystyle X_0=0 }
 quasi certamente è un processo additivo se soddisfa i seguenti requisiti: 
1. ha incrementi indipendenti;
2. è continuo in probabilità.[1]

## Proprietà principali

### Incrementi indipendenti
Un processo stocastico {\displaystyle \{X_{t}\}_{t\geq 0}} ha incrementi indipendenti se e solo se per ogni {\displaystyle 0\leq p<r<s<t} la variabile aleatoria {\displaystyle X_{t}-X_{s}} è indipendente dalla variabile aleatoria {\displaystyle X_{r}-X_{p}.}

### Continuità in probabilità
Un processo stocastico {\displaystyle \{X_{t}\}_{t\geq 0}} è continuo in probabilità se e solo se per ogni {\displaystyle s} e {\displaystyle t} tali che {\displaystyle 0\leq s<t}
{\displaystyle \lim _{s\to t}\mathbf {P} \left({\big |}X_{s}-X_{t}{\big |}\geq \varepsilon \right)=0.}

## Rappresentazione Lévy – Khintchine
Esiste un legame molto stretto tra il processo additivo e le distribuzioni infinitamente divisibili. Un processo additivo al tempo {\displaystyle t} ha una distribuzione infinitamente divisibile caratterizzata dalla terna {\displaystyle (\gamma _{t},A_{t},\nu _{t}),} dove {\displaystyle \gamma _{t}} è un vettore in {\displaystyle \mathbb {R} ^{d},} {\displaystyle A_{t}} è una matrice in {\displaystyle \mathbb {R} ^{d\times d}} e {\displaystyle \nu _{t}} è una misura di {\displaystyle \mathbb {R} ^{d}} tale che {\displaystyle \nu _{t}(\{0\})=0} e {\displaystyle \int _{\mathbb {R} ^{d}}(1\wedge x^{2})\nu _{t}(dx)<\infty .}
Il vettore {\displaystyle \gamma _{t}} è chiamato termine di drift, {\displaystyle A_{t}} matrice di covarianza e {\displaystyle \nu _{t}} misura di Lévy. È possibile scrivere esplicitamente la funzione caratteristica del processo additivo usando la formula di Lévy – Khintchine: 
{\displaystyle \phi _{X}(u)(t):=\mathbb {E} \left[e^{iu'X_{t}}\right]=\exp {\left(u'\gamma _{t}i-{\frac {1}{2}}u'A_{t}u+\int _{\mathbb {R} ^{d}}{\left(e^{iu'x}-1-iu'x\mathbf {I} _{|x|<1}\right)\,\nu _{t}(dx)}\right)},}
dove {\displaystyle u} è un vettore in {\displaystyle \mathbb {R} ^{d}} e {\displaystyle \mathbf {I} _{A}} è la funzione indicatrice dell'insieme {\displaystyle A.}
La funzione caratteristica del processo di Lèvy ha la stessa struttura ma con {\displaystyle \gamma _{t}=t\gamma ,\nu _{t}=t\nu } e {\displaystyle A_{t}=At} dove {\displaystyle \gamma } un vettore in {\displaystyle \mathbb {R} ^{d}}, {\displaystyle A} una matrice definita positiva in {\displaystyle \mathbb {R} ^{d\times d}} e {\displaystyle \nu } è una misura di  {\displaystyle \mathbb {R} ^{d}}.

## Esistenza e unicità in legge del processo additivo
Il seguente risultato insieme alla formula Lévy – Khintchine caratterizza il processo additivo. 
Sia {\displaystyle \{X_{t}\}_{t\geq 0}} un processo additivo su {\displaystyle \mathbb {R} ^{d}} allora la sua distribuzione infinitamente divisibile è tale che: 
1. Per ogni {\displaystyle t>0}, {\displaystyle A_{t}} è una matrice definita positiva.
2. {\displaystyle \gamma _{0}=0,A_{0}=0,\nu _{0}=0} e per tutti gli {\displaystyle s,t} tali che {\displaystyle 0\leq s<t} {\displaystyle A_{t}-A_{s}} è una matrice definita positiva e {\displaystyle \nu _{t}(B)\geq \nu _{s}(B)} per ogni {\displaystyle B} in {\displaystyle \mathbf {B} (\mathbb {R} ^{d}).}
3. Se {\displaystyle s\to t,} {\displaystyle \gamma _{s}\to \gamma _{t},A_{s}\to A_{t}} e {\displaystyle \nu _{s}(B)\to \nu _{t}(B)} per ogni {\displaystyle B} in Errore del parser (SVG (MathML può essere abilitato tramite plug-in del browser): risposta non valida ("Math extension cannot connect to Restbase.") dal server "http://localhost:6011/it.wikipedia.org/v1/":): {\displaystyle \mathbf{B}(\R^d),}
 {\displaystyle 0\not \in B.}

Viceversa per una famiglia di distribuzioni infinitamente divisibili caratterizzata da una tripletta generatrice {\displaystyle (\gamma _{t},A_{t},\nu _{t})} che soddisfa 1, 2 e 3 esiste un processo additivo {\displaystyle \{X_{t}\}_{t\geq 0}} le cui distribuzioni marginali corrispondano a questa famiglia.

## Sottoclassi del processo additivo

### Subordinatore additivo
Un processo additivo positivo e non decrescente {\displaystyle \{S_{t}\}_{t\geq 0}} con valori in {\displaystyle \mathbb {R} } è un subordinatore additivo. Un subordinatore additivo è una semimartingala (dal momento che è non decrescente) di cui è sempre possibile riscrivere la trasformata di Laplace come 
{\displaystyle \mathbb {E} \left[e^{-uS_{t}}\right]=\exp {\left(ub_{t}+\int _{\mathbb {R} ^{d}}{\left(e^{iux}-1\right)\nu _{t}(dx)}\right)}}.
È possibile utilizzare il subordinatore additivo per effettuare un time-change su un processo di Lévy ottenendo così una nuova classe di processi additivi.

### Processo di Sato
Un processo additivo self-similar {\displaystyle \{Z_{t}\}_{t\geq 0}} si definisce processo di Sato.  È possibile costruire un processo di Sato da un processo di Lévy {\displaystyle \{X_{t}\}_{t\geq 0}} tale che {\displaystyle Z_{t}} abbia la stessa legge di {\displaystyle t^{h}X_{1}}. 
Un esempio è il variance gamma SSD, il processo di Sato ottenuto a partire dal processo variance gamma. La funzione caratteristica del processo variance gamma al tempo {\displaystyle t=1} è 
Errore del parser (SVG (MathML può essere abilitato tramite plug-in del browser): risposta non valida ("Math extension cannot connect to Restbase.") dal server "http://localhost:6011/it.wikipedia.org/v1/":): {\displaystyle \mathbb{E}\left[e^{iuX_1}\right] = \left(\frac{1}{1-iu\theta\nu+0,5\sigma^2\nu u^2}\right)^{\frac{1}{\nu}},}

dove Errore del parser (SVG (MathML può essere abilitato tramite plug-in del browser): risposta non valida ("Math extension cannot connect to Restbase.") dal server "http://localhost:6011/it.wikipedia.org/v1/":): {\displaystyle \theta, \nu}
 e {\displaystyle \sigma } sono costanti positive. 
La funzione caratteristica del processo variance gamma SSD è invece
{\displaystyle \mathbb {E} \left[e^{iuZ_{t}}\right]=\left({\frac {1}{1-iut^{h}\theta \nu +0,5\sigma ^{2}\nu u^{2}t^{2}h}}\right)^{\frac {1}{\nu }}}.

## Applicazioni

### Finanza quantitativa
I processi di Lévy vengono comunemente utilizzati per modellare i rendimenti dei prezzi di mercato. Si può verificare come la stazionarietà degli incrementi non riproduca correttamente le informazioni presenti nei prezzi dei vari strumenti finanziari. Un processo di Lévy riproduce molto bene le opzioni call e le opzioni put per una singola data di scadenza (smile della volatility implicita), ma non è in grado di descrivere correttamente i prezzi di opzioni con scadenze diverse (superficie di volatilità). Il processo additivo introduce una non stazionarietà deterministica che rende possibile rispecchiare i prezzi osservati a tutte le date di scadenza.
Un processo di Sato a quattro parametri (processo additivo self-similar) può riprodurre correttamente la superficie di volatilità (errore del 3% sul mercato equity S&P 500). Questo ordine di grandezza dell'errore viene solitamente ottenuto utilizzando modelli con un numero di parametri tra i sei e i dieci. Un processo self-similar descrive correttamente i dati di mercato dal momento che presenta una skewness e una curtosi non dipendenti dal tempo; studi empirici hanno osservato questo comportamento nella skewness e nella curtosi di mercato. Alcuni dei processi che presentano un errore percentuale dell'ordine del 3% sono VGSSD, NIGSSD, MXNRSSD. Sono ottenuti rispettivamente dal processo variance gamma, dal processo normal inverse Gaussian e dal processo di Meixner.
I subordinatori di Lévy sono utilizzati per costruire alcuni dei più noti processi di Lévy (come il processo variance gamma e il processo normal inverse Gaussian). Esiste un gran numero di applicazioni finanziarie di processi costruiti tramite la subordinazione di Lévy. Un processo additivo creato tramite subordinazione additiva mantiene la trattabilità analitica di un processo costruito tramite subordinazione di Lévy ma è in grado di riflettere la struttura disomogenea dei dati di mercato. La subordinazione additiva è applicata al mercato commodity e alle opzioni VIX.
Uno stimatore basato sul minimo di un processo additivo può essere applicato all'elaborazione delle immagini. Tale stimatore mira a distinguere tra segnale reale e rumore nei pixel dell'immagine.